# Синан ибн Сабит
Абу Саид Синан ибн Сабит ибн Курра (араб. أبو سعيد سنان بن ثابت بن قرة‎; ок. 880—943) — средневековый учёный, который служил придворным врачом аббасидских халифов: аль-Муктадира (годы правления  908—934), аль-Кахира (годы правления  932—934) и ар-Ради (годы правления  934—940).

## Биография
Будучи сыном Сабита ибн Курры (ок. 830—901) и отцом Ибрагима ибн Синана (908—946), Синан принадлежал к прославленной семье астрономов и математиков, которые были родом из города Харран в Верхней Месопотамии и работали при дворе Аббасидов в Багдаде. Он и его семья принадлежали к религиозной секте звездопоклонников, известной как сабийцы Харрана, хотя Синан был вынужден принять ислам во время краткого правления аль-Кахира (932—934), во время которого халиф Аббасидов преследовал сабийцев и в конечном итоге заставил Синана бежать в Хорасан на короткий период. Похоже, что его дети остались сабианами: его сыновья Ибрагим ибн Синан и Сабит ибн Синан (умер в 976 г.) оба остались сабианами, в то время как одна из его дочерей вышла замуж за представителя другой сабийской семьи, родив Ибрагима ибн Хилала ас-Саби (925—994), который также сопротивлялся многочисленным попыткам обратить его в веру предков.
Хотя Синан ибн Сабит был в первую очередь известен как врач, построивший несколько больниц в Багдаде и руководивший системой лицензирования врачей, он, по-видимому, ничего не писал о медицине. Его работы, посвященные политической философии, математике и астрономии, все утеряны, за исключением короткого трактата о моральной философии под названием Siyasat al-nufūs («Об управлении душами»). Его работа по политической философии, вдохновленная «Государством» Платона, подверглась критике со стороны историка аль-Масуди (умер в 956 г.).